# Màixriq
Màixriq, literalment «Llevant», és el nom que rep la regió àrab oriental, oposada al Magrib. Comprèn la zona entre Egipte i la península Aràbiga, tot i que el primer país fa de pont entre les dues regions per motius històrics. La Unió Europea inclou només amb aquesta denominació Egipte, Jordània, Líban, Israel i Palestina, i Síria, estats que es troben inclosos en l'antiga regió històrica de Xam.